# Anthicus
Anthicus är ett släkte av skalbaggar som beskrevs av Gustaf von Paykull 1798. Anthicus ingår i familjen kvickbaggar.

## Bildgalleri

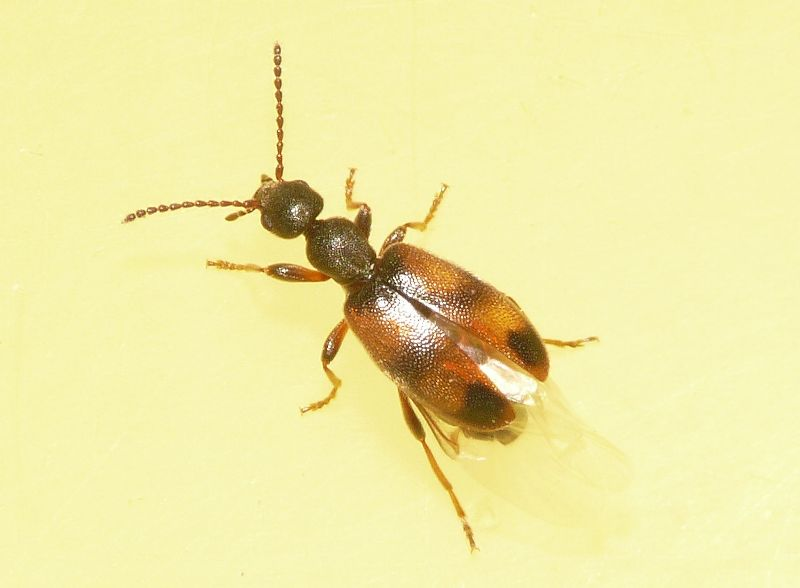
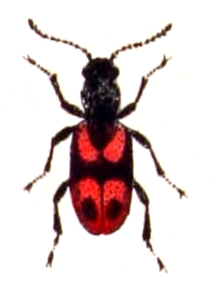
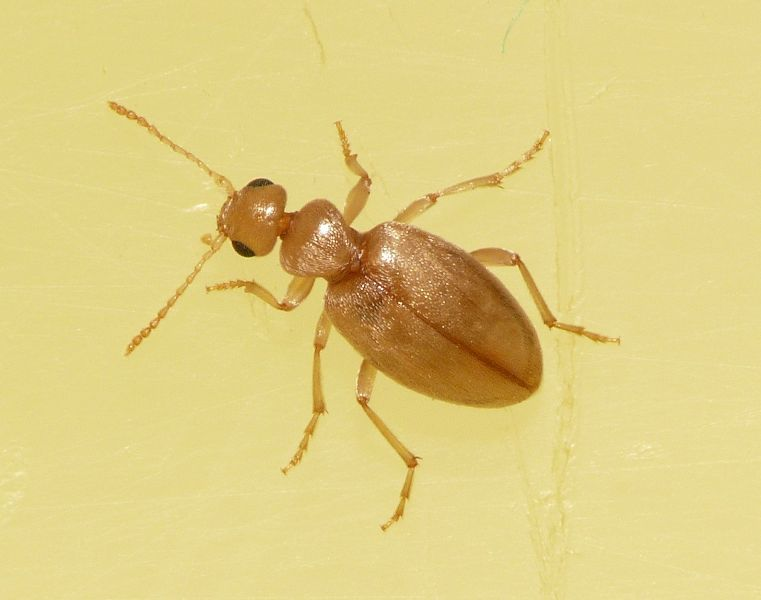
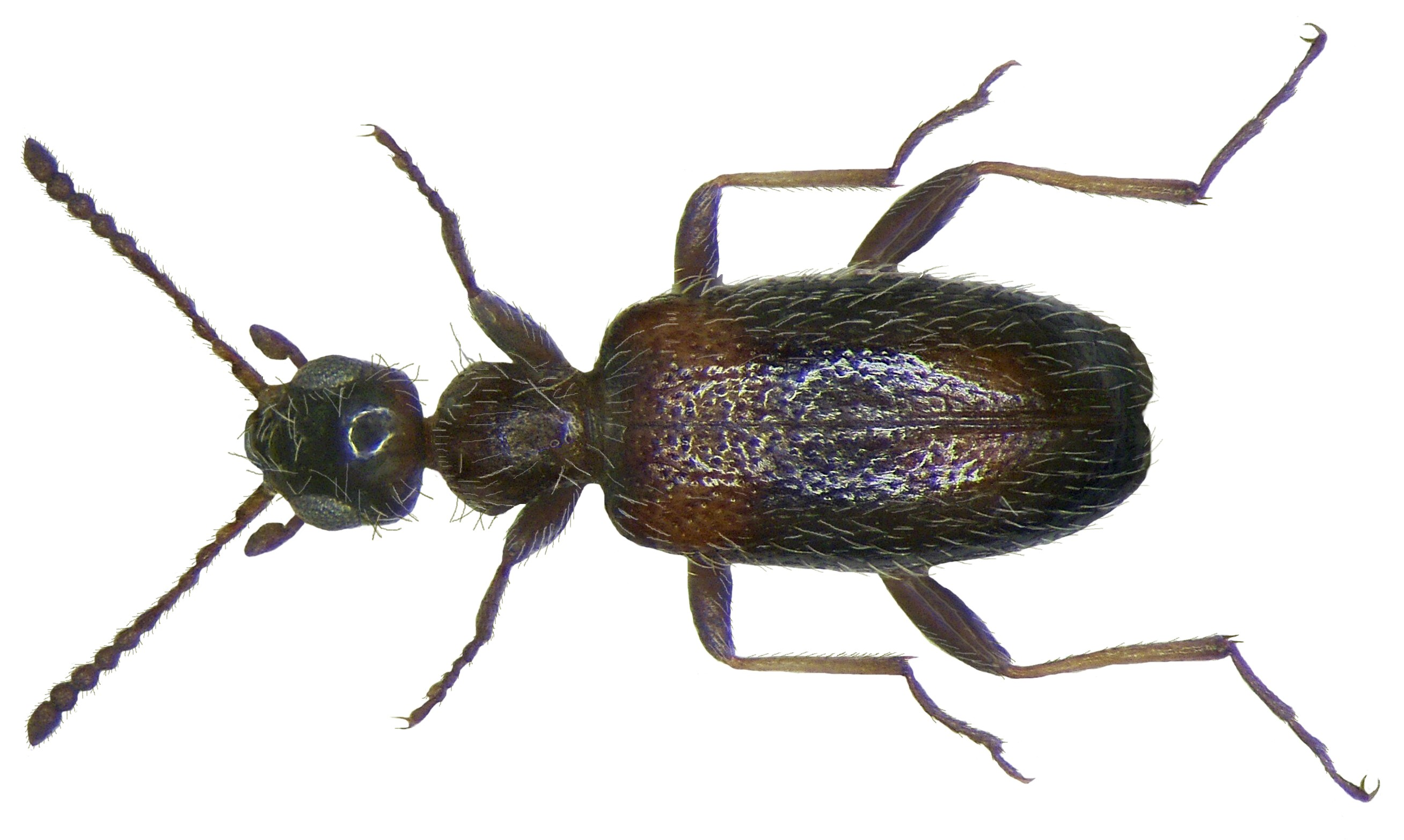
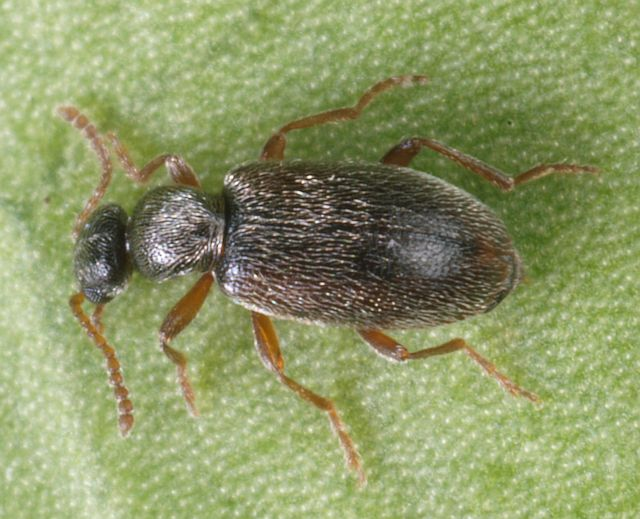
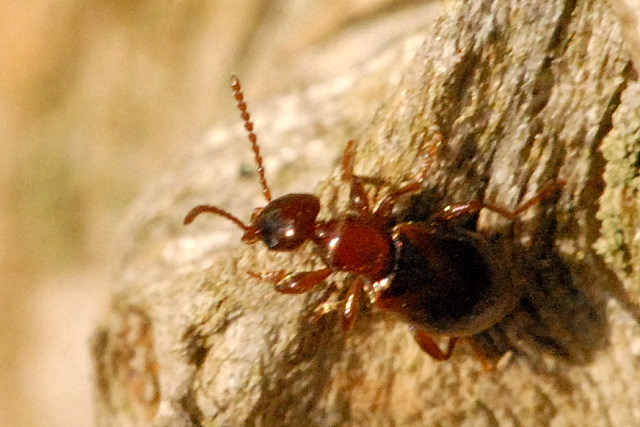

## Dottertaxa tillAnthicus, i alfabetisk ordning[1][2]
- Anthicus ancilla
- Anthicus antherinus
- Anthicus antilleorum
- Anthicus antiochensis
- Anthicus ater
- Anthicus axillaris
- Anthicus barbatus
- Anthicus basimacula
- Anthicus bellulus
- Anthicus biguttulus
- Anthicus bimaculatus
- Anthicus cervinus
- Anthicus comanche
- Anthicus coracinus
- Anthicus cribratus
- Anthicus crinitus
- Anthicus custodiae
- Anthicus dilaticollis
- Anthicus ephippium
- Anthicus falli
- Anthicus flavicans
- Anthicus flavipes
- Anthicus haldemani
- Anthicus hastatus
- Anthicus heroicus
- Anthicus horridus
- Anthicus ictericus
- Anthicus inaequalis
- Anthicus insularis
- Anthicus lecontei
- Anthicus lutulentus
- Anthicus macrocephalus
- Anthicus maritimus
- Anthicus melancholicus
- Anthicus militaris
- Anthicus musculus
- Anthicus nanus
- Anthicus nigritus
- Anthicus obscurellus
- Anthicus plectrinus
- Anthicus praeceps
- Anthicus punctulatus
- Anthicus quadrilunatus
- Anthicus recens
- Anthicus rufulus
- Anthicus sacramento
- Anthicus scabriceps
- Anthicus sonoranus
- Anthicus thomasi
- Anthicus tristis
- Anthicus umbrinus
- Anthicus vexator
- Anthicus virginiae